# تل ماعين الأثري
تل ماعين الأثري، هو موقع يقع في الجهة الجنوبية من بلدة الكرمل، شرق يطا، جنوب مدينة الخليل الفلسطينية. وهو موقع أثري غير مؤهل وبحاجة إلى أعمال ترميم وصيانة لإعادة إحيائه والمحافظة عليه. وقد أصبح التل هدفًا لمطامع الاستيطان الإسرائيلي ومحاولات تهويده منذ عقود. حيث تسعى المؤسسات الاستيطانية إلى الاستيلاء على هذا التل الأثري، وفي نفس الوقت، يدعو المستوطنون إلى اقتحامه وتحويله إلى كنيس يهودي.

## موقعه
يتمتع تل ماعين بموقع استراتيجي، وتحيط به المستوطنات الإسرائيلية من جميع الجهات. فمن الجهة الشرقية، تقع مستوطنة "أفيجال" على بعد 400 متر تقريبًا، بينما تقع مستوطنة "متسبائير" على أراضي شعب البطم في الجهة الجنوبية من قرية ماعين. بالإضافة إلى ذلك، تقع مستوطنة "سوسية" في الجزء الجنوبي من قرية ماعين، والشارع الاستيطاني الالتفافي الذي قسم المنطقة وعزل أراضي القرية عن القرى المجاورة. ومن أعلى التل، يمكن رؤية أجزاء من مدن الخليل وبني نعيم ويطا، وكذلك أجزاء من مدينتي دورا والسموع.

## الأهمية التاريخية
يحتوي تل ماعين على العديد من المعالم الأثرية القيمة، بما في ذلك القصر الروماني القديم، ومعصرة زيتون أثرية، والكهوف والقبور والأنفاق، والسلاسل الحجرية الكبيرة. مما جعله مطمعاً للمستوطنين الإسرائيليين الذين يقتحمون الموقع والمناطق المحيطة به بانتظام، وقد هدم الاحتلال عدة منازل في القرية في تسعينيات القرن الماضي، وأخطر جميع المنازل القديمة والجديدة بالهدم، مما يهدد تهديدا مباشرا لوجود القرية.

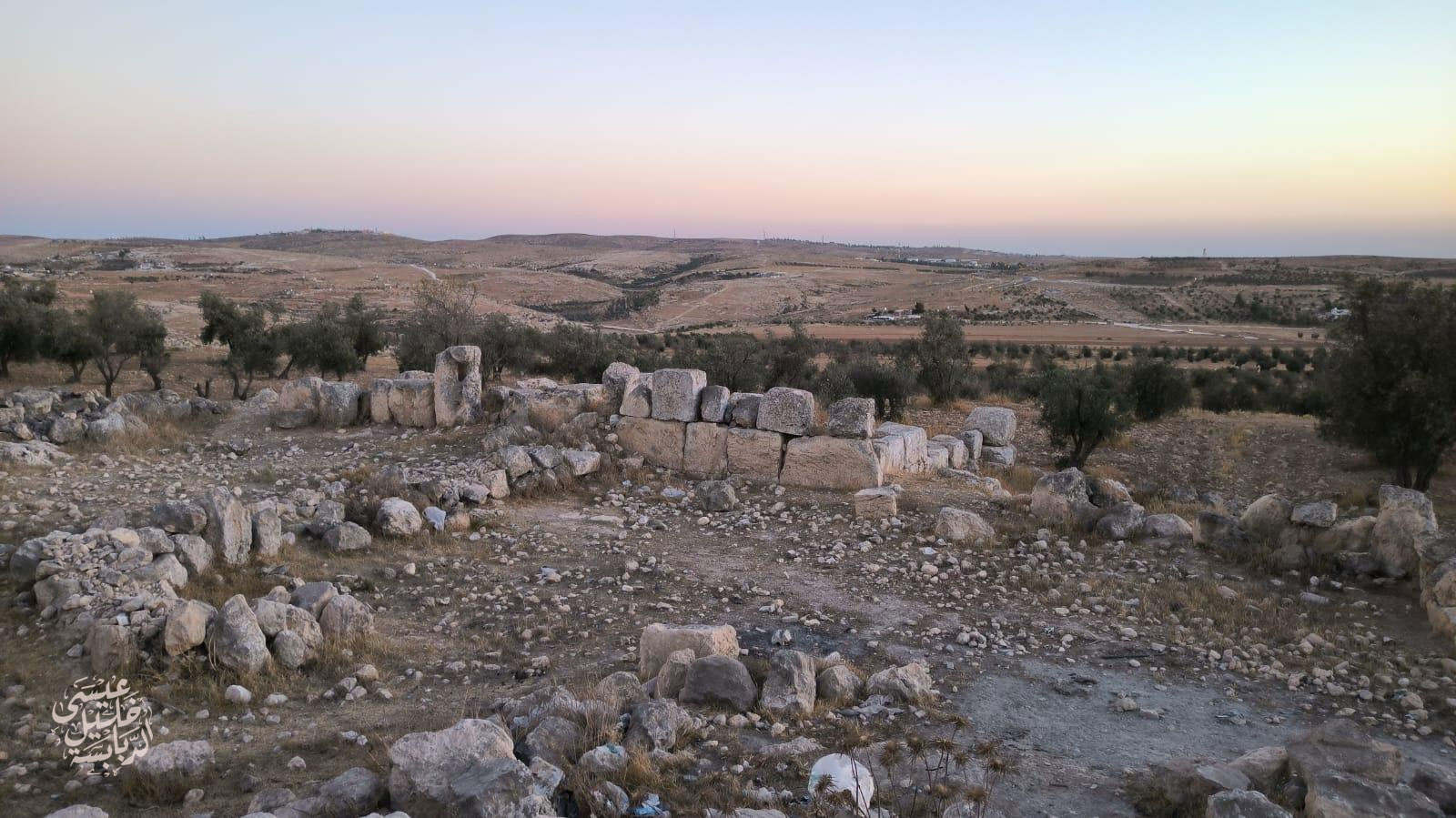
بقايا مبنى أثري في تل ماعين الأثري جنوب مدينة يطا.

## تحديات
تواجه المواقع الأثرية في تل ماعين جنوب مدينة يطا محاولات الاستيلاء عليها من قبل الاحتلال الإسرائيلي والمستوطنين، حيث تتعرض المنطقة للاقتحامات المتكررة من قبل المستوطنين بحماية قوات الاحتلال لأداة الطقوس التلمودية ورفع الشمعدان اليهودي في أعلى تل معين والنفخ في الأبواق. والتي كان من بينها اقتحام وزير الأمن القومي الإسرائيلي إيتمار بن غفير وزوجته لمنطقة تل ماعين بتاريخ 16 مايو 2024.
وفي عام 2004، حاول المستوطنون الإسرائيليون الاستيلاء على الموقع عن طريق نصب خيمة في أعلى قمة تل ماعين، لكن الأهالي تصدوا لهم وأجبروهم على الرحيل. ومنذ ذلك الحين، استمرت اقتحامات المستوطنين للتل ومحيطه، حيث يقومون بنصب الشمعدان وأداء الطقوس التلمودية. وقد ازدادت وتيرة الاقتحامات بشكل كبير منذ السابع من أكتوبر، مع قيام المستوطنين بأخذ قياسات ومسح عدة أماكن في التل الأثري.

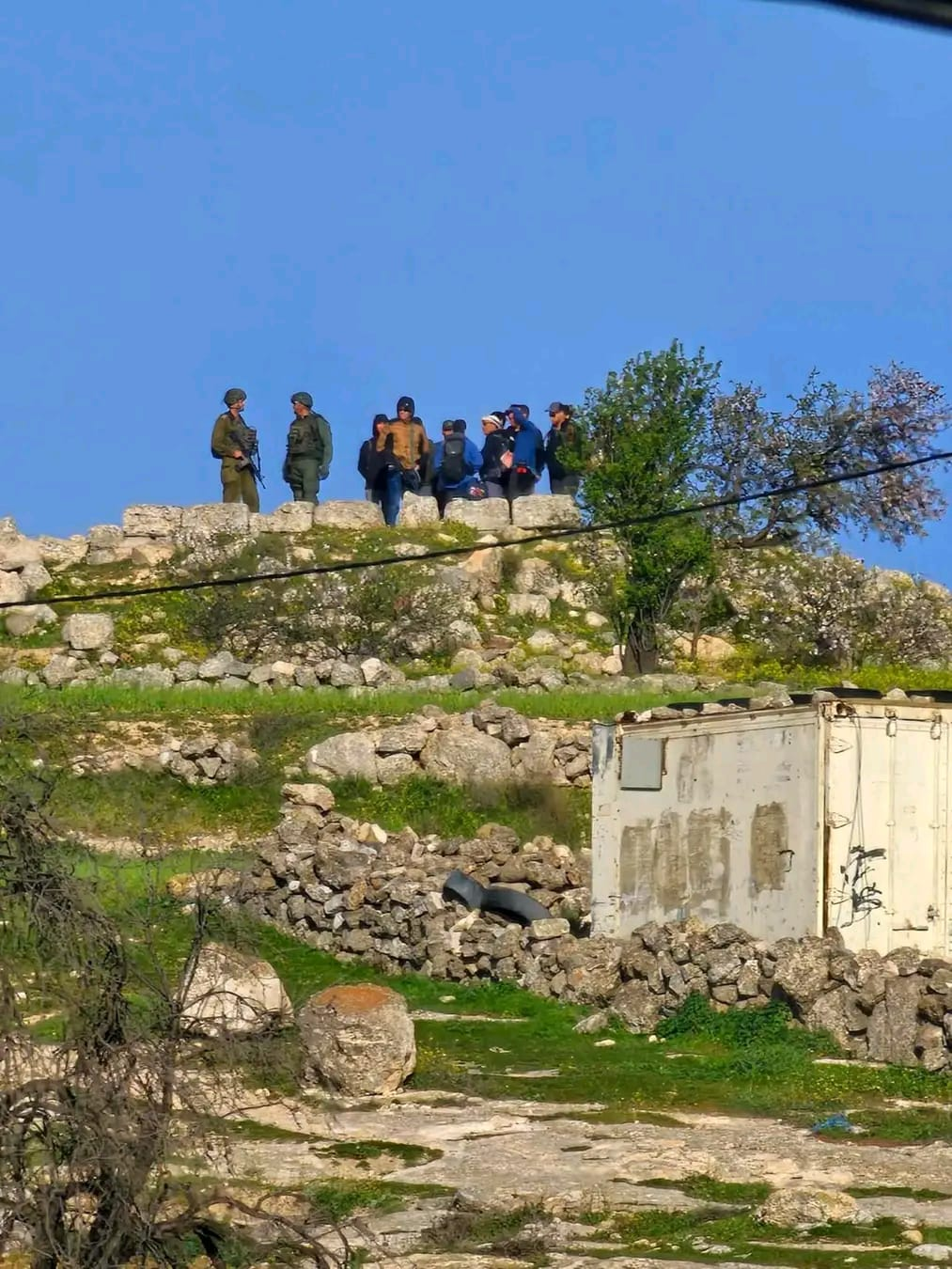
اقتحام المستوطنين بحماية قوات الاحتلال للمواقع الأثرية في تل ماعين

وتستمر المؤسسات الاستيطانية بتوجيه دعوات جديدة لاقتحام الموقع الأثري مع رسائل تهديد موجهة إلى الفلسطينيين، مثل "اخرجوا من عقل الشتات، فقد حان وقت التغيير"، مما يشير إلى نية المستوطنين للسيطرة على الموقع الأثري وتحويله إلى كنيس يهودي. وقد نجح المستوطنون بالفعل في تحويل بئر ماعين الواقع على السفوح الشرقية من التل إلى كنيس يهودي، وتم إدراجه على خرائط جوجل من قبل المؤسسات الاستيطانية.